# Pyrnus planus
Pyrnus planus là một loài nhện trong họ Trochanteriidae. Loài này phân bố ở Queensland, Nieuw-Zuid-Wales en Victoria.